# Pierino Albini
Pierino Albini (* 25. Dezember 1885 in Arconate; † 17. März 1953 in Saronno) war ein italienischer Radrennfahrer.
Er erzielte seine größten Erfolge vor dem Ersten Weltkrieg. Neben einigen kleineren Rennen, die er für sich entscheiden konnte, verzeichnete er bei einigen Etappen der Tour de France Podiumsplätze. 1910 konnte er das Rennen Mailand-Varese für sich entscheiden und gewann auch eine Etappe beim Giro d’Italia. Zwei Jahre später belegte er beim Giro schon den 3. Platz.
1914 konnte er zwei Etappen beim Giro gewinnen und belegte in der Endabrechnung den zweiten Platz. Bei diesem Rennen kamen nur 8 Fahrer ins Ziel. Allerdings hatte er auf den Gesamtsieger, Alfonso Calzolari, den größten Rückstand in der Giro-Geschichte mit 1h 57' 26" zu verzeichnen.
1919 endete seine Karriere.

## Weblink
- Pierino Albini in der Datenbank von Radsportseiten.com

| Personendaten    | Personendaten               |
| ---------------- | --------------------------- |
| NAME             | Albini, Pierino             |
| KURZBESCHREIBUNG | italienischer Radrennfahrer |
| GEBURTSDATUM     | 25. Dezember 1885           |
| GEBURTSORT       | Arconate                    |
| STERBEDATUM      | 17. März 1953               |
| STERBEORT        | Saronno                     |